# Eugen Fürstenberger
Eugen W. Fürstenberger (* 12. Februar 1880 in Herrlisheim; † 15. Februar 1975 in Hawthorne, New Jersey, Vereinigte Staaten) war ein deutscher Kunstturner.

## Biografie
Eugen Fürstenberger nahm bei den Olympischen Sommerspielen 1900 in Paris im Einzelmehrkampf teil, wo er den 53. Rang belegte. 1903 emigrierte er in die Vereinigten Staaten, wo er in Paterson in einer Seidenfabrik arbeitete.